# Moloch (divinità)

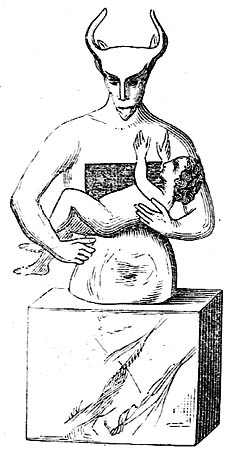
Rappresentazione immaginaria di Moloch apprestantesi a divorare un neonato

Moloch (o Molech o Molekh o Molok o Mal'akh (che significa Re) o Melqart, in ebraico מלך mlk) è il nome sia di un dio, sia di un particolare tipo di sacrificio storicamente associato al fuoco. Moloch è stato storicamente associato con culture di tutto il Vicino Oriente antico, tra cui, gli Egizi, i Cananei, i Fenici e culture correlate nell'Africa settentrionale e nel Vicino Oriente.

## Moloch presso i Cananei
Ritenuto dai Cananei un dio, la sua sede di culto era la valle della Geenna, alla base del monte Sion su cui sorgeva il primo nucleo di Gerusalemme. Nella tradizione popolare, ma senza alcuna prova dal record storico e, soprattutto archeologico, si narra che gli venissero tributati sacrifici umani di infanti, che, dopo essere stati sgozzati, erano bruciati in olocausto in un fuoco tenuto costantemente acceso in suo onore. Col tempo Moloch divenne il nome del rituale durante il quale venivano sottoposti a cremazione i bambini defunti per cause naturali (forse i figli primogeniti), probabilmente con la convinzione di trasformarli in una specie di divinità protettrice della famiglia cui appartenevano.

## Moloch presso i Fenici
Moloch è stato usato come termine per un analogo rituale fenicio, noto soprattutto tramite gli autori greco-romani e in relazione alla città di Cartagine. I cartaginesi, in particolare, veneravano il dio Ba'al Hammon, che nella interpretatio graeca era identificato con Kronos, il dio divoratore dei suoi figli. Secondo i rabbini, i cartaginesi avrebbero collocato dei bambini nelle mani della statua metallica del dio, posta in santuari chiamati tofet, e avrebbero acceso il fuoco fino a consumarli completamente, mentre il rullo dei tamburi avrebbe impedito di udire le loro grida. Anche in altre numerose località del Mediterraneo occidentale, fra cui la Sicilia (Mozia) e la Sardegna (Tharros, ecc.) sono stati ritrovati resti archeologici di tofet, sulla cui interpretazione non vi è ancora consenso fra gli studiosi. Secondo alcuni si tratterebbe semplicemente di necropoli infantili, secondo altri sarebbero santuari, come dimostrano le epigrafi. Nel 70-80 % dei casi i resti appartengono a neonati di età inferiore ai sei mesi, ma sono stati trovati resti di bambini anche di 5-6 anni. L'azione del fuoco rende ormai impossibile verificare se i neonati fossero morti per cause naturali o per uccisione sacrificale.

## Moloch nella Bibbia
La Bibbia, nell'Antico Testamento (Es: 2 Re 23,10; Geremia 7,31), cita alcune volte un certo dio Moloch venerato dai Cananei al quale venivano offerti dei bambini in sacrificio (la Bibbia dice "passati per il fuoco"). Sempre la Bibbia indica col nome di tofet il luogo dove avvenivano questi sacrifici. In particolare si trovano riferimenti a Moloch nel Levitico dove Dio comanda di mettere a morte coloro che gli offrono i figli in sacrificio (Levitico 18,21; 20,2-5). Altre citazioni sono presenti nel Secondo Libro dei Re.
Nel Medioevo, nei posti e nei periodi in cui l'antisemitismo era più forte, gli ebrei furono spesso accusati di rapire bambini cristiani per bruciarli vivi in rituali in qualche modo legati alla venerazione di Moloch.

## Il Moloch nella cultura di massa

Il tempio di Moloch in Cabiria (1914)

- Il Moloch compare in Cabiria di Giovanni Pastrone del 1914, dove le schiave catanesi Croessa e Cabiria vengono acquistate da Karthalo, pontefice, che decide di immolare la bambina al dio fenicio Moloch;

- Moloch viene citato nel Paradiso perduto di John Milton, descritto come uno dei più potenti seguaci di Satana. " [...] Per primo Moloch orrido re tutto imbrattato dal sangue del sacrificio umano e da materne lacrime [...] ". Secondo Milton fu proprio lui a convincere con la frode Salomone a costruire " il tempio di fronte al tempio di Dio ". Per questo motivo è spesso citato come il Corruttore;
- Moloch appare al verso 10110 del Faust II di J. W. Goethe;
- Moloch appare nel gioco Sacred Odyssey: Rise of Ayden, come penultimo boss e braccio destro di Amonban, il signore dell'oscurità;
- Moloch appare nel film Metropolis, del 1927 diretto da Fritz Lang;
- Moloch Appare nella serie di giochi pubblicati e prodotti da ATLUS :
  - Megami Tensei II
  - Shin Megami Tensei II
  - Shin Megami Tensei IMAGINE
  - Shin Megami Tensei: Strange Journey
  - Majin Tensei
  - Shin Megami Tensei: Devil Summoner
  - Devil Summoner: Soul Hackers
  - Persona 5
  - Devil Children White Book
- Molag Bal, divinità maligna della serie videoludica The Elder Scrolls e uno degli antagonisti principali del capitolo The Elder Scrolls Online, è ispirato a Moloch (aspetto mostruoso con corna da caprone) e al dio Baal.
- Una statua raffigurante il dio Moloch è stata installata all'ingresso del Colosseo di Roma, in occasione di una mostra sulla civiltà cartaginese;[6]
- La statua del dio Moloch troneggia all'entrata del parco di divertimenti Cinecittà World a Castel Romano, Roma;

- Moloch è uno dei principali antagonisti nella serie tv Sleepy Hollow;
- Moloch è l'invocazione che si ripete in Urlo, a Carl Solomon di Allen Ginsberg.
- Moloch è fonte di ispirazione per Molo, antagonista della serie manga Dragon Ball Super;
- Moloch appare nella serie animata Youtube "Spooky Month", di Sr Pelo. Quì, viene rappresentato come un demone con una fornace che rimpiazza l'inguine, artigli neri con sfumatore "calde", e degli zoccoli carboniferi.

## Curiosità
MOLOCH è anche il nome di un modello meteorologico sviluppato presso l'ISAC-CNR di Bologna.

## Teorie sul Moloch
Attorno al Moloch ruotano molte teorie ad esempio, una sostiene la sua esistenza a causa della sua presenza nella Bibbia e nella cultura fenicia e cananea e, inoltre ancora oggi in alcune società segrete come ad esempio il Bohemian Club il Moloch viene venerato con rituali. Inoltre nei rituali del Moloch ci sono similitudini con i rituali babilonesi e, inoltre, alcuni studiosi affermano che il Moloch assomigli a qualche divinità sumera e che, quindi il Moloch era probabilmente precedentemente venerato già dai tempi dei Sumeri.